# Kardymowo
Kardymowo – osiedle typu miejskiego w Rosji, położone w obwodzie smoleńskim w rejonie kardymowskim o 28 km od Smoleńska, 5,1 tys. mieszkańców (2010). Osiedle typu miejskiego od 1979 roku.
Znajduje się tu stacja kolejowa Kardymowo, położona na linii Moskwa - Mińsk - Brześć.